# Anthony Montgomery
Anthony Montgomery (Indianápolis, Indiana, 2 de junho de 1971) é um ator estadunidense, mais conhecido por interpretar Travis Mayweather na série de televisão Star Trek: Enterprise.